# Orgeln im Historischen Museum Stockholm

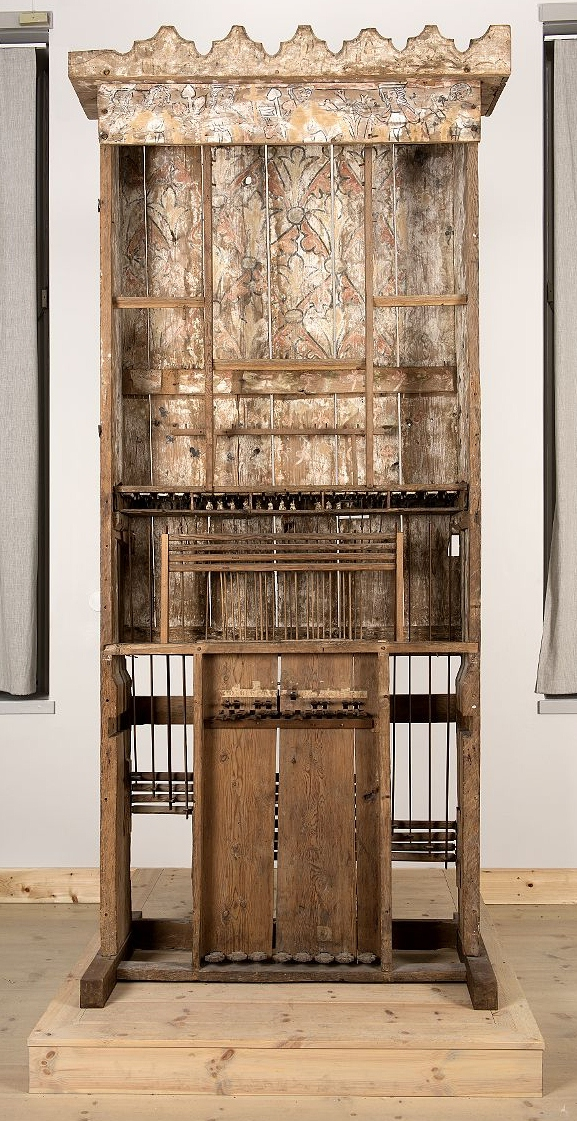
Norrlanda-Orgel in Stockholm

Die Orgeln im Historischen Museum Stockholm gehören zu den ältesten erhaltenen Orgelgehäusen weltweit. Sie wurden im späten 14. Jahrhundert auf der Insel Gotland gebaut und kamen um 1897 nach Stockholm.  

## Orgel aus Sundre

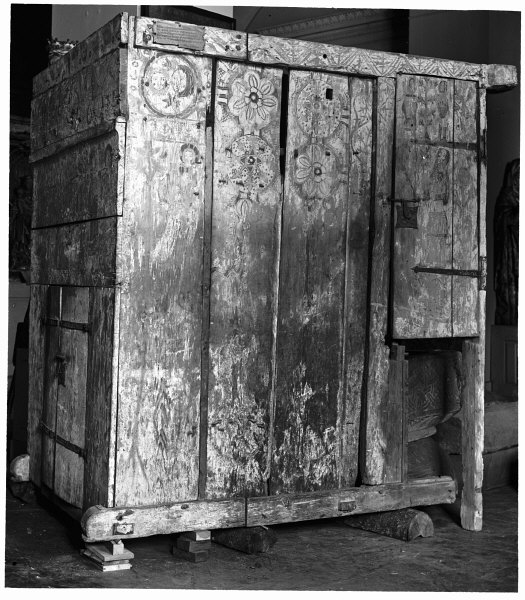
Sundre-Orgel

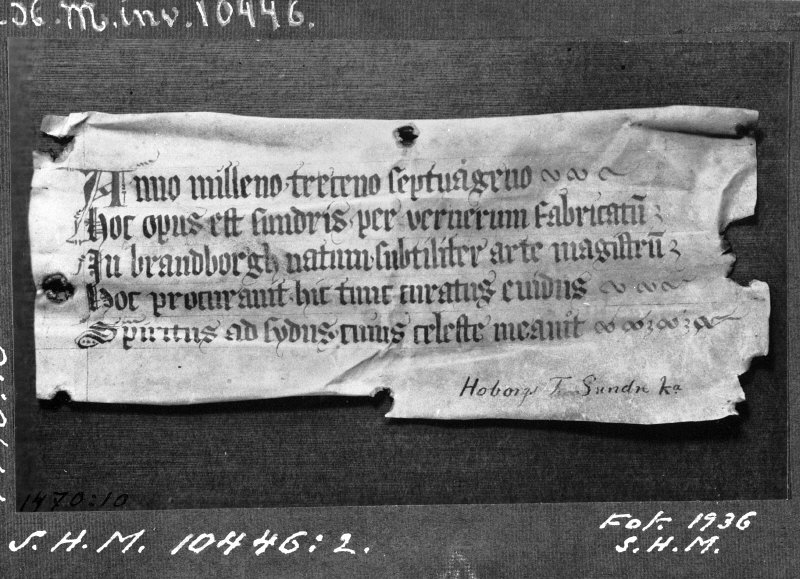
Pergament an der Orgel mit Herkunftsinformationen

1370 baute Meister Verner aus Brandenburg eine Orgel für die Kirche in Sundre im südlichsten Ort der Insel Gotland (die damals zu Dänemark gehörte).

„Anno milleno treceno septuageno
 Hoc opus est sundris per vernerum fabricatum
 In brandborgh natum subtiliter arte magistrum
 Hoc procuravit hic tunc curatus euidus (…)“

„Im Jahre 1370
Wurde dieses Werk in Sundre durch Verner gebaut
Den in Brandenburg geborenen kunstfertigen Meister
Dieses veranlasste der Kurator Evidus (…)“

Im 18. Jahrhundert wurde die Orgel in den nordöstlichen Teil der Kirche in die Sakristei versetzt und wahrscheinlich nicht mehr gespielt. 1897 kam sie in das Historische Museum in Stockholm (da die Insel Gotland inzwischen zu Schweden gehörte).
Erhalten ist der untere Teil des Gehäuses ohne mechanische Teile. Dieser enthielt ein Manual und ein Pedal. Die Bauart ähnelt der Norrlanda-Orgel, daher können weitere Details von dieser wahrscheinlich übernommen werden.
Das Gehäuse ist handwerklich hochwertig gefertigt, es enthält gotische Malereien, die ebenfalls von hohem künstlerischen Niveau sind.
Die Sundre-Orgel ist das älteste erhaltene Orgelgehäuse weltweit.

## Orgel aus Norrlanda
Um 1400 wurde eine Orgel für die Kirche in Norrlanda, ebenfalls im äußersten Süden Gotlands, gebaut.
Diese ähnelt in der Bauart der aus Sundre, wahrscheinlich wurde sie aus demselben Orgelbauerumfeld gefertigt. Diese gelangte ebenfalls in das Historische Museum in Stockholm.
Es handelt sich um ein 4- bis 6-faches Blockwerk samt Lade, Mechanik und Gehäuse. Bälge und Pfeifenwerk sind nicht erhalten, doch befinden sich auf der Ladenoberfläche Zirkelrisse für einen Teil der Pfeifen. So lassen sich die Mensuren noch ableiten.
Das Manual hat Ober- und Untertasten mit den Tönen C – Cis – D – Dis – E – F – Fis – G – A – B – H – c – cis – d – e – f – g, wobei die Halbtöne außer dem B auf den Obertasten liegen.
Das Pedal hat einen Umfang von acht Tönen, wahrscheinlich eine Oktave.

### Rekonstruktion der Norrlanda-Orgel
Im Orgelbaumuseum Ostheim vor der Rhön befindet sich eine Rekonstruktion der Norrlanda-Orgel mit klingenden Pfeifen.
Diese wurde von der deutschen Orgelbaufirma Hoffmann in Zusammenarbeit mit dem dänischen Orgelhistoriker Mads Kjersgaard gebaut.
Sie hat eine Manualklaviatur mit 22 Tönen (c1–a2) und ein Pedal mit acht Tönen der nächsttieferen Oktave, bei dem die drei tiefsten Töne C – E  akustisch durch Kombinationstöne erzeugt werden. Die längste Pfeife ist für das F.

## Weitere historische Orgeln
Im Historischen Museum gibt es Teile von weiteren mittelalterlichen Orgeln aus Knutby (Uppland) sowie Anga und Etelhem (Gotland). Auch aus Hejnum auf Gotland sind Bestandteile erhalten.
In der Altstadt von Greifswald wurde bei archäologischen Untersuchungen in der Nähe des Doms eine eichene Blockwerkslade ähnlicher Bauart aus der Zeit um 1320/1380 gefunden.
Die ältesten erhaltenden funktionierenden Orgeln in Schweden in Övertorneå und Hedenäset sind aus dem frühen 17. Jahrhundert und wurden ebenfalls von einem brandenburgischen Orgelbauer gebaut.